# Berck Basket Club
Berck Basket Club ist ein französischer Basketballverein aus Berck. Er wurde zweimal französischer Meister.

## Geschichte
Der Verein wurde 1929 als AS Berck gegründet. Nach einigen Jahrzehnten in den unterklassigen französischen Ligen schaffte man in der Saison 1970/71 den Sprung in die höchste Spielklasse des Landes, der LNB Pro A. Dort fasste das Team schnell Fuß und etablierte sich in der Spitzengruppe. 1973 wurde die Mannschaft, zu der auch der deutsch-ungarische Spieler Januar Racz gehörte, Meister. Mitglieder der Meistermannschaft werden heute noch als Legenden des Vereins angesehen. Im Folgejahr verteidigte Berck den Titel in eindrucksvoller Art und Weise, der Zweitplatzierte Le Mans Sarthe Basket wies 16 Punkte Rückstand auf Berck auf.
Als Meister durfte Berck am Europapokal der Landesmeister teilnehmen, wo das Team es bis ins Halbfinale schaffte. Im Hintergrund gab es jedoch Probleme, denn der damalige Präsident Jacques Renard zahlte den Spielern versprochene Prämien nicht, was dazu führte, dass einige Spieler sich weigerten aufzulaufen. Gegen Real Madrid wurde das Hinspiel in Spanien mit 67:99 verloren. Auch das Rückspiel in Frankreich gewann Real, sodass Berck insgesamt 46 Korbpunkte weniger erzielte und ausschied.
In der Saison darauf schaffte die Mannschaft es erneut ins Halbfinale des renommiertesten Europapokals im Basketball. Diesmal fand das Hinspiel in Berck statt und ging nur knapp mit 85:86 gegen Ignis Varese verloren. Das Rückspiel in Italien ging schließlich ebenfalls verloren.
1975 nannte sich der Verein schließlich in Berck Basket Club um. Bis 1980 spielte Berck noch in der LNB Pro A und 1994 verschwand man nach dem Abstieg aus der zweiten Liga Pro B in den Amateurklassen. Danach folgten Abstiege bis in die Fünftklassigkeit. 2011 gelang der Aufstieg in die viertklassige Liga NM 2.

## Rollstuhlbasketball
AS Berck gehörte in den 1980er Jahren zu den erfolgreichsten Mannschaften im Rollstuhlbasketball und gewann zwischen 1985 und 1989 in fünf Jahren dreimal den prestigeträchtigsten europäischen Wettbewerb IWBF Champions Cup.

## Erfolge
National
- Französischer Meister (2): 1973, 1974

International
- Halbfinalist FIBA Europapokal der Landesmeister: 1974, 1975